# Piemonte FC
Piemonte Football Club – włoski klub piłkarski z siedzibą w Turynie.

## Historia
Piemonte FC został założony w 1907 roku w Turynie. Po raz pierwszy startował w Campionato Federale di Seconda Categoria 1908 roku. Piłkarze wtedy ubrane były w koszulki o barwach niebieskich. Przeszedł w rundzie wstępnej Piemontu Seconda Categoria eliminując Juventus II (3:2 i 5:3 w rewanżu) i zakwalifikował się do rundy finałowej drugiej kategorii, wraz z klubami Ausonia i Doria II. Wygrana z łącznym wynikiem 4-1 z Ausonią pozwoliło klubowi 17 maja 1908 zdobyć mistrzostwo włoskiej Seconda Categoria.
Sukces poprzedniego roku pozwolił brać udział w eliminacjach Piemontu Campionato Federale di Prima Categoria 1909 roku. Jednak przegrana z Juventusem 0:1 nie pozwolił dalej walczyć o mistrzostwo Włoch.
W sezonie 1909/10 po raz pierwszy startował w oficjalnych mistrzostw Włoch II Categoria, gdzie najpierw wyeliminował w play-off Juventus II, a potem w turnieju finałowym przegrał z Pro Vercelli II, co pozwoliło od następnego sezonu startować w Prima Categoria.
W sezonie 1910/11 zajął końcowe 7 miejsce w grupie Liguria-Piemont-Lombardia w swoim debiutowym sezonie w najwyższej klasie rozgrywek włoskiej piłki nożnej.
W kolejnych sezonach zajmował następujące miejsca: w 1911/12 - dziesiąte, w 1912/13 - czwarte, w 1913/14 - ósme.
W sezonie 1914/15 klub występował w grupie B Prima Categoria i zakończył rozgrywki na piątym miejscu.
W 1915 klub został rozwiązany w związku z uczestnictwem wielu graczy w I wojnie światowej.

## Sukcesy

### Trofea międzynarodowe
Nie uczestniczył w rozgrywkach europejskich (stan na 31-05-2014).

### Trofea krajowe
| \| \| Zdobyte trofea w rozgrywkach Włoch (stan na: 1-01-2014) \| |                                                         |      |                         |
| Rozgrywki                                                        | Osiągnięcie                                             | Razy | Sezon(y)                |
| · Mistrzostwo                                                    | I miejsce                                               | 0    |                         |
| · Mistrzostwo                                                    | II miejsce                                              | 0    |                         |
| · Mistrzostwo                                                    | III miejsce                                             | 0    |                         |
| · Mistrzostwo                                                    | 4 miejsce                                               | 1    | 1912/13 (grupa Piemont) |
| · Puchar                                                         | zdobywca                                                | 0    |                         |
| · Puchar                                                         | finalista                                               | 0    |                         |
| II liga                                                          | I miejsce                                               | 0    |                         |
| II liga                                                          | II miejsce                                              | 0    |                         |
| II liga                                                          | III miejsce                                             | 0    |                         |
| Włochy                                                           | Zdobyte trofea w rozgrywkach Włoch (stan na: 1-01-2014) |      |                         |

- mistrz Campione Italiano di Seconda Categoria: 1908